# Страздинь Карл Янович
Карл Янович Страздинь (Страздінь) (1 серпня 1890, Вілзенська волость Валмієрського повіту Ліфляндської губернії, тепер Алойського краю, Латвія — 6 вересня 1964, місто Рига, тепер Латвія) — латиський радянський діяч, народний комісар освіти Латвійської РСР. Доктор історичних наук, професор, член-кореспондент (1946), академік (1951) АН Латвійської РСР. Депутат Верховної Ради СРСР 2-го скликання.

## Життєпис
Народився в родині наймита. У 1912 році закінчив Валмієрську вчительську семінарію.
З 1912 року працював учителем у Ново-Оттенському волосному училищі Сканькалнської волості.
У роки Першої світової війни служив у російській імператорській армії.
Член РСДРП(б) з 1916 року.
У 1917 році був членом солдатського комітету, а потім Валкської повітової ради робітничих та солдатських депутатів. Після демобілізації з армії у грудні 1917 року керував роботою Сканькалнської волосної ради.
У 1918 році, після зайняття Латвії німецькими військами, Карл Страздинь був заарештований і відправлений до Німеччини, звідки незабаром утік і повернувся до Латвії, де знову (у окупованих радянськими військами повітах) включився до активної громадської діяльності. У 1919 році працював інструктором Народного комісаріату освіти Латвійської СРР у місті Резекне, а потім завідувачем повітового та міського відділу народної освіти Даугавпілського революційного комітету.
З 1920 по 1925 рік викладав суспільні науки в середніх навчальних закладах, обіймав керівні посади в системі Народного комісаріату освіти РРФСР.
У 1925—1928 роках — член пропагандистської групи ЦК ВКП(б), яка працювала по черзі в містах Грозний, Пенза та Баку.
У 1928 році призначений керівником Центральних курсів керівних колгоспних працівників при ЦК ВКП(б).
У 1934 році закінчив Інститут червоної професури.
З 1934 року проводив науково-дослідну та викладацьку роботу у місті Горькому.
З серпня 1940 до липня 1941 року — заступник народного комісара освіти Латвійської РСР.
У 1944—1946 роках — народний комісар (міністр) освіти Латвійської РСР.
З 1946 року — директор Інституту історії та матеріальної культури АН Латвійської РСР.
З 1951 року — академік-секретар Відділення суспільних наук АН Латвійської РСР.
Був членом редколегії журналу «Известия» АН Латвійської РСР, тритомної «Історії Латвійської РСР» та відповідальним редактором 3-го тому, присвяченого періоду з 1917 по 1950 рік. За його редакцією вийшов скорочений курс «Історії Латвійської РСР». Також був відповідальним редактором низки наукових видань. Очолював суспільно-політичну секцію Латвійського республіканського товариства «Знання», часто виступав із лекціями та доповідями.
Помер 6 вересня 1964 року в Ризі.

## Нагороди
- два ордени Трудового Червоного Прапора
- орден «Знак Пошани»
- медалі